# Im großen Augenblick
Im großen Augenblick, Alternativtitel In dem großen Augenblick, ist ein deutscher Stummfilm aus dem Jahr 1911.

## Handlung
Rittergutsbesitzer Bergmann und seine Frau beschäftigen Annie als Dienstmädchen. Als sie von einem Verwandten ihres Arbeitgebers schwanger wird, wird sie entlassen. Nur ein Freund, Johann, steht weiterhin zu ihr. Annie bringt das Kind zur Welt, das bei den Bergmanns ohne Mutter aufwächst.
Nach einigen Jahren hilft ihr Johann, das Kind zu entführen; die Tat wird jedoch mit Gefängnis bestraft. Als er entlassen wird, zündet der rachsüchtige Johann das Anwesen Bergmanns an. Beim Versuch, das Kind vor dem Verbrennungtod zu retten, kommt Annie ums Leben.

## Rezeption
Der Film wurde am 16. September 1911 in Berlin uraufgeführt und erhielt 32 Zeitungskritiken, was als großer Erfolg für das noch junge Medium Spielfilm angesehen wurde.
Der Film, eine „ausdrückliche Reminiszenz an die Laterna Magica“, war wegen der Darstellung einer unehelichen Mutter umstritten. In Schweden war er verboten, in Deutschland wurde er vom Mutterschutzverein verteidigt.